# Відхідна група

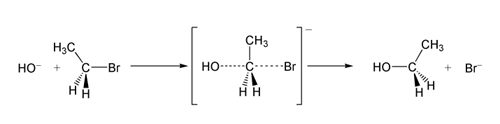
В даній реакції нуклеофільного заміщення S_{N}2, гідроксид-іон є нуклеофілом, а бромід-аніон — відхідною групою.

Відхідна́ гру́па — атом або група атомів (заряджена або нейтральна молекула), що відщеплюється від молекули, часто з парою електронів при гетеролітичному розриві зв'язку. Аніонними відхідними групами зазвичай є галогенід-іони (Cl−, Br−, I−), ацетат-іон, карбоксилат-іони та сульфонатні естери, такі як п-толуенсульфонат (тозилат-іон TsO−) та метилсульфонат (мезилат MsO−); нейтральними — вода Н2О та аміак NH3.